# Tazzjana Chaladowitsch
Tazzjana Uladsimirauna Chaladowitsch (belarussisch Таццяна Уладзіміраўна Халадовіч, engl. Transkription Tatsiana Khaladovich; * 21. Juni 1991 in Pinsk, Weißrussische SSR, Sowjetunion) ist eine belarussische Speerwerferin und Europameisterin.

## Sportliche Laufbahn
Tazzjana Chaladowitsch nahm 2008 an den Juniorenweltmeisterschaften in Bydgoszcz teil, bei denen sie jedoch in der Vorrunde ausschied, wie auch bei den Juniorenweltmeisterschaften 2010 in Moncton zwei Jahre darauf. 2013 gelang ihr bei den U23-Europameisterschaften in Tampere in der Qualifikation kein gültiger Versuch.
2014 erreichte sie im Finale der Europameisterschaften in Zürich eher überraschend den fünften Platz mit 61,66 m. 2015 siegte sie bei den Weltstudentenspielen im südkoreanischen Gwangju. Bei den Weltmeisterschaften in Peking schied sie hingegen bereits in der Qualifikation aus. 2016 wurde sie mit neuem Landesrekord von 66,34 m Europameisterin in Amsterdam. Sie galt damit auch als eine Mitfavoritin für die Olympischen Spiele in Rio de Janeiro. Diese beendete sie auf dem fünften Platz.
2017 qualifizierte sie sich erneut für die Weltmeisterschaften in London, bei denen sie mit 64,05 m im Finale den sechsten Platz belegte. Auch bei den Europameisterschaften 2018 in Berlin gelangte sie bis in das Finale, konnte ihren Titel aber nicht verteidigen und belegte mit einer Weite von 60,92 m den fünften Platz. Im Jahr darauf siegte sie bei den Europaspielen im heimischen Minsk mit 67,22 m  und wurde bei den Weltmeisterschaften in Doha mit 62,54 m im Finale Sechste.
Chaladowitsch wurde zwischen 2012 und 2016 sowie von 2018 bis 2020 belarussische Meisterin im Speerwurf.